# Дергилёв, Никита Васильевич
Никита Васильевич Дергилёв (1929—2009) — советский передовик производства, бригадир колхоза «Заря Алтая» Завьяловского района Алтайского края. Депутат Верховного Совета РСФСР (1971—1975). Герой Социалистического Труда (1972).

## Биография
Родился 6 мая 1929 года в деревне Гилёвка, Завьяловского района Алтайского края, в русской крестьянской семье.
С 1941 года в период Великой Отечественной войны, в возрасте двенадцати лет начал свою трудовую деятельность рядовым колхозником и механизатором Гилёвской машинно-тракторной станции в местном колхозе Завьяловского района, с 1942 по  1945 год, до окончания войны работал водителем грузовика доставлявшего горюче-смазочные материалы до тракторной техники.
С 1945 года начал работать механизатором и комбайнёром в Гилёвской машинно-тракторной станции, занимался освоением целинных земель. С 1958 года был назначен руководителем  полеводческой бригады колхоза «Заря Алтая» Завьяловского района. 8 апреля 1971 года  Указом Президиума Верховного Совета СССР «за выдающиеся достижения в труде и по итогам работы в 8-й пятилетке (1966—1970)»  Никита Васильевич Дергилёв был награждён Орденом Ленина.   
13 декабря 1972 года  Указом Президиума Верховного Совета СССР «за большие успехи, достигнутые в увеличении производства и продажи государству зерна, других продуктов земледелия, и проявленную трудовую доблесть на уборке урожая»  Никита Васильевич Дергилёв был удостоен звания Героя Социалистического Труда с вручением Ордена Ленина и золотой медали «Серп и Молот». 
Помимо основной деятельности занимался и общественно-политической работой: с 1971 по 1975 годы избирался депутатом Верховного Совета РСФСР 8-го созыва и депутатом Алтайского краевого Совета депутатов трудящихся.
С 1989 года вышел на заслуженный отдых и переехал в город Находку Приморского края.
Скончался 29 ноября 2009 года в Находке. 

## Награды
- Медаль «Серп и Молот» (13.12.1972)
- Орден Ленина (08.04.1971; 13.12.1972)
- Орден Трудового Красного Знамени (23.12.1976)
- Медаль «За освоение целинных земель» (20.10.1956)